# عبد الخالق السامرائي

عبد الخالق إبراهيم خليل السامرائي (1935–1979م) سياسي عراقي وأحد قادة حزب البعث العربي الاشتراكي في العراق من مواليد بغداد وينتمي إلى قبيلة الجبور من مدينة سامراء.
عبد الخالق إبراهيم خليل السمرائي هو شاعر وكاتب عراقي معاصر. يُعرف بأسلوبه الشعري المميز الذي يعكس تجاربه الشخصية والواقعية في الحياة، ويُعبر من خلال أعماله عن قضايا اجتماعية وإنسانية عميقة.

## تعليمه
درس الحقوق في جامعة بغداد.

## مكانته في حزب البعث
- من أهم قادة حزب البعث العربي الاشتراكي في العراق. يُعِدُه كثير من البعثيين مفكرًا وواجهة الحزب في العراق وأحد مناضليه وشخصية قل نظيرها على مستوى البعثيين ويحظى باحترامهم.
- كان المسؤول الحزبي للرئيس السابق صدام حسين في عقد الخمسينات من القرن الماضي.
- عضو القيادتين القُطرية والقومية لحزب البعث العربي الاشتراكي والمسؤول فيها عن نشاط الحزب الثقافي والإعلامي ومسؤول عن النقابات العمالية.
- كان عضو مجلس قيادة الثورة وهي أعلى سلطة في العراق بعد عام 1968.
- أختير ليكون نائب رئيس الجبهة العربية المساندة للثورة الفلسطينية التي يتزعمها كمال جنبلاط في لبنان.
- ألَّف العديد من الكتب وخصوصاً في الاشتراكية، عُرف بزهده وتواضعه الشديد وعدم إستغلاله لمنصبه وللسلطة، لذلك لقب بدرويش الحزب.

## مواقفه وشخصيته
كان يَعُد فلسطين القضية المركزية للعرب، وهو من أكثر البعثيين تفهماً للحقوق الكردية المشروعة، وكانت له علاقات متميزة مع الكرد وقال عنه الملا مصطفى البرزاني: "عبد الخالق السامرائي حمامة السلام أينما حط حط السلام معه"، وكان له الدور الأكبر في إصدار بيان 11 آذار 1970م.
كان يستخدم الحوار السلمي مع الوطنيين العراقيين ومع القوميين ويعالج المشاكل بالحكمة والعقلانية والتفاوض.
أقام دائرة واسعة من العلاقات المميزة مع «الحكومات الاشتراكية» في العالم، التي عززت علاقات العراق بتلك الدول آنذاك.
ولا علاقة للصيغة الصوتية بإجراء مقابلة متصورة مع كلمة صدام رغم أنهما قد اتفقا في وقت مبكر من انشقاق الحزب على العمل في جناح واحد، هو جناح ميشيل عفلق.. وهنا المفارقة.
كما بقي يدور في نشاطه بعد استلام السلطة عام 1968 على محور الثقافة رافضاً بإصرار أن يحمل حقيبة وزارية متفرغاً لشؤون التنظيم الثقافي كما كان صدام حسين متفرغاً لشؤون مكتب العلاقات الخاص بالإغتيالات فجمع الأول حوله مثقفين وشعراء.. ورجال سياسة ونال ثقتهم.. وجمع الثاني حوله القادرين على النهوض بأعمال الإستجواب والتحقيق واستخدام حوض الأسيد.
وفي الفترة التي كان عبد الخالق مسؤولاً عن شؤون الثقافة والإعلام شهدت صحافة التمويل والتبشير أعمق أزماتها، فلم يوزع على أحد منها شيئاً ورفض مشروع استئجار الكتاب والمثقفين، لكن جيوباً عربية في القيادة القومية للحزب كانت قد أقامت لها أكثر من قناة مع أكثر من صحفي عربي.
وكان عبد الخالق السامرائي يسيطر على وزارة الإعلام بصفته هذه، ومن خلال وزيرها عبد الله سلوم السامرائي، وعبد الخالق لا يفكر بتجاوز أعراف درجت عليها مدن صغيرة كمدينته ونواح كتكريت وقرى كالدور التي ينتسب إليها عزة الدوري وعانة التي ينتسب إليها عزة مصطفى وكحديثة التي ينتسب إليها مرتضى الحديثي في أولوية الولاء للجغرافية الصغيرة.. مدينته أو قريته.. وأفضلية أبنائها على غيرها في الفرص المتاحة، فجمع عبد الخالق السامرائي عدداً من أبناء مدينته على أن يكونوا بعثيين، وزع بهم أجهزة الثقافة والاعلام، بينما لم يلتزم غيره بهذا الشرط حين زرعوا مؤسسات الدولة بالمنحدرين من مدنهم وقراهم سواء كانوا بعثيين أم معادين للبعث!.
ولم يكن عبد الخالق سيدافع عن سامرائي آخر مهما علت منزلته إذا كانت الدلائل تشير إلى تورطه بعمل مشين.. وهذا جانب آخر ينفرد به عبد الخالق السامرائي عن سواه من أصحاب الولاء للجغرافيا الصغيرة مما سهّل على صدام حسين وهو في طريقه إلى محاصرة عبد الخالق طرد عبد الله سلوم السامرائي أولاً للإنفراد به، بعد أن قدم لعبد الخالق ولأعضاء القيادة تقريراً موثقاً (بالشهود) والصور حول ميول عبد الله سلوم النسائية أو تورطه في مشكلات من هذا النمط، وكان هذا الأخير يكرر أمامي في زياراتي له بعد طرده من قيادة الحزب والدولة أن المقصود والمستهدف هو هذا المغفل- يعني عبد الخالق- وليس أنا.
أما صدام حسين فكان يراقب عبد الخالق ويتابع نشاطه، فإذا عاد من حوار مع حزب وطني وعرض على القيادة القطرية حيث صدام يستمع وجهات نظر أشخاص في قيادة ذلك الحزب حول تحفظهم على التحالف مع الحزب الحاكم، فوجئ عبد الخالق في اليوم التالي باغتيال الشخص أو الأشخاص إياهم.
لكن أطراف الحوار لم تشك بنوايا عبد الخالق ولم تتجه نحوه أصابع الاتهام وردود فعل لم تظهر عليه إزاء عدوانية صدام بانتظار ما يعقده يوم الحساب في المؤتمر القطري القادم ولم يكن يخطط إلى المؤتمر بالطريقة التي عاد يخطط بها صدام! إن الفرق بين طريقة كل منهما كان كبيراً.
ففيما كان عبد الخالق ينتظر الوصول إلى موعد غير محدد بعد ليدخل المؤتمر القطري، كان صدام حسين يخطط لأن لا ينعقد المؤتمر وعبد الخالق في قيادة الحزب!.
وإذا كان عبد الخالق يمتلك الشرعية الحزبية وشاعر البعثيين ويحظى باحترام الأطراف الوطنية، فإن صدام حسين كان قد انتهى من بناء منظمته السرية داخل الحزب، وأصبحت قادرة على أن تضرب في كل مكان وعلى كل رأس بإيماءة صغيرة منه.
في ذلك الوقت من عام 1973 كان عبد الخالق السامرائي ما زال مشغولاً بمشروعه الفكري لإعادة النظر بفكر الحزب وهو ما كان سيطرحه في المؤتمر المنتظر، وكانت لقاءاتنا قد تكثفت فأصدر كراساً بعنوان (حزب الطبقة العاملة) لتكريس نظريته بجعل البعث حزباً للفقراء، وقد ذهب إلى أبعد مما كان عليه أن يذهب اليه، ودعا لأن تكون قيادة الحزب القطرية عمالية!. وأشار إلى أن حزباً لا يقوده العمال سيظل مرهوناً لطبقة غير طبقة الشعب الكبرى. ولم أكن رغم حماسي لفكرة حزب الفقراء اتفق مع مطروحات السامرائي والتي بدت أمامي استنساخاً للأوراق الماركسية وكانت نسخ الكراس توزع على الجهاز الحزبي ومنها نسخة للرئيس أحمد حسن البكر وكان قد أطلع عليها الدكتور أحمد عبد الستار الجواري الوزير والشخصية المقربة إلى أحمد حسن البكر الذي تجمعني به صداقة وأصرة روحية وكان شديد الاستياء مما جاء في الكراس من أفكار، ولعله أشار إلى أن الرئيس البكر كان هو الآخر مستاء، فسألني عما إذا كان من المناسب الرد على الكراس في مقال أو دراسة فأجبته بأنني ناقشت هذه الفكرة مع عبد الخالق نفسه وأنه يسعى إلى شيء مماثل.
وهكذا صدرت لي دراسة على صفحتين من الملحق الإسبوعي لجريدة الجمهورية البغدادية في العدد الصادر يوم 30 حزيران 1973 حول مشروع السامرائي ودعوت إلى إصدار (فتوى إيديولوجية) من قيادة الحزب يحتكم إليها أتباع الحزب، وأشرت إلى مستجداته ومدى انسجامها مع القاعدة الفكرية للحزب بعد أن عرضت مسودة المقال على عبد الخالق السامرائي قبل 48 ساعة على نشره، وقد أجرى تعديلاً بخطه على فقرات منه ولم نتفق على إجراء تعديلات إضافية لكي لا يظهر المقال، وكأنه صادر عن عبد الخالق نفسه، وكنت أراعي موقفي الفكري من جانب وأمامي اعتراضات الدكتور أحمد عبد الستار الجواري، ولعل هذا وذاك جعل المقال موضوعياً، ولم أكن أتوقع وأنا أحمل نسختي من الجريدة قبل توزيعها في صباح اليوم التالي أن يشهد ذلك اليوم حدثاً درامياً كان يخطط له صدام حسين منذ وقت غير قصير فيعلن بيان لمجلس قيادة الثورة عن (مؤامرة) يقودها مدير الأمن العام ذراع صدام الضارب ناظم كزار وزميله الآخر محمد فاضل عضو القيادة القطرية ومبعوث صدام الشخصي في مهمات التصفية الجسدية.
وأن يوضع اسم عبد الخالق السامرائي معهما في المؤامرة إياها ويحكم عليه بالإعدام فيصعد سلم المشنقة الخشبية في سجن (أبو غريب) ويدعوه أحد رفاقه المشرفين على تنفيذ الحكم بأن يعترف أو يقدم التماساً بالعفو عنه لكي تتوقف لحظات الإعدام، لكنه يرفض غير مذهول من تلك التي كانت ستكون النهاية ويوعز المشرف إلى منفذي العملية بالتوقف وإعادة عبد الخالق السامرائي إلى السجن المؤبد في زنزانة تحت الأرض لم يكن يعرف فيها أن كان الوقت نهاراً أم ليلاً.
لم يعدم عبد الخالق السامرائي بعد موجة احتجاجات تزعّمها كمال جنبلاط وقادة في الثورة الفلسطينية وزعماء أحزاب في الأقطار العربية وقد قيل أن أحمد حسن البكر لم يكن قد صادق على مرسوم تنفيذ الحكم، وأن صدام حسين أرسل رفيقه إلى ساحة الإعدام إمعاناً في إيذائه أو الحصول منه على تنازل.
وفي اليوم التالي استدعيت للاستجواب عن علاقتي بعبد الخالق وسبب نشر المقال الموسع عنه في اليوم الذي كان يعد فيه السامرائي لتنفيذ (مؤامرته).
ولم أجد صعوبة في الرد، فقد أخبرت المستجوب بأن المقال كتب بالإتفاق مع الدكتور الجواري وبرغبة الرئيس أحمد حسن البكر وموافقة عبد الخالق الذي كان في تلك الساعة عضو القيادتين القومية والقطرية.
وبسجن عبد الخالق أصبح الطريق أمام صدام حسين سالكاً للسيطرة على مكتب الثقافة والإعلام، وأهمية هذا المركز ليس لأنه يمنح صدام حسين بعداً ثقافياً فحسب، بل لأنه المؤسسة التي يستطيع صدام حسين من خلالها أن يكثف من نشاط مكتب العلاقات الذي صار يسمى المخابرات العامة ومن خلال المراكز الثقافية ومكاتب الصحف والمجلات وبجهود الصحفيين العرب الذين أقاموا ستاراً ممتازاً يحجب عن الرأي العام العربي والعالمي مشاهد القمع في الداخل، ويقدم بدلاً من ذلك صورة الفروسية العربية الأولى في الوقت الذي كان المسؤول الثقافي للحزب عبد الخالق السامرائي يقبع في زنزانته، لم يكن وقد سأل والدته التي سمح لها برؤيته بعد ثلاث سنوات قائلاً نحن في أي شهر وفي أي عام هو؟.
وقد أنجز صدام حسين الكثير من الخطوات، فعقد المؤتمر القطري المنتظر كما أراده واختيرت قيادة من بين هؤلاء الذين شاركوا صدام في إزاحة عبد الخالق السامرائي، وكنت قد سألت أحدهم عن أسباب ما حدث لعبد الخالق، فقال: وهو يسجل نقاطه ومأخذه عليه أنه كان يتناول مع سائقه ساندويتش الكباب في السيارة ويحرج القيادة بإصراره على السكن في منزل لا يليق بعضو في مجلس قيادة الثورة.
وعندما سألته عن أي عيب في هذا؟ قال عضو القيادة القطرية: إن قادة الأحزاب الشيوعية يعيشون في قصور ضخمة، فلماذا يستكثر عبد الخالق على السيد النائب (صدام حسين) أن تكون له حياة لائقة به.
ومضت ثلاث سنوات أخرى وعبد الخالق ما زال في زنزانته، وقد عرض في شريط فيديو فيلم لصدام حسين وهو يستمع إلى اعترافات أحد أعضاء القيادة القطرية الجديدة عن مؤامرة جديدة على صدام يقودها الرئيس حافظ الأسد وعدنان الحمداني ومحمد عايش وعبد الخالق السامرائي.
وهنا ينهض علي حسن المجيد ابن عم صدام حسين ليقول: أن الحزب وقيادته وسلطتنا لن يكتب لها الإستقرار الإستمرار طالما عبد الخالق حياً يرزق.. فيمد صدام أصبعه إلى شعرة شاربه ويقول: أخذه من هذا الشارب.
في ذلك الوقت كانت قلة من الحراس تدخل زنزانة عبد الخالق ومعها بدلة الإعدام الحمراء في الطريق إلى ساحة مجاورة للقصر الجمهوري، حيث نُفذ فيه حكم الإعدام رمياً بالرصاص يوم 1979/8/8 وكان اثنان من أقربائه ينفذان إطلاق الرصاص عليه حسب قرار اتخذه صدام حسين والقيادة القطرية بتكليف أقرباء المحكوم بتنفيذ الحكم، فظهرت تجربة جديدة هي التي ندعوها، القتل برصاص العشيرة.
والمفارقة الأخيرة أن الأعضاء الخمسة الجدد في القيادة القطرية التي شاركت صدام في إبعاد عبد الخالق ومن ضمنهم صديقي الذي كان ينتقد عبد الخالق السامرائي هذا الذي يأكل الكباب مع السائق، قد أعدموا معه في ساحة واحدة وساعة واحدة.
أما صدام حسين فكان عند وعده الذي أعطاه لإبن عمه في الاجتماع الحزبي، لقد أعدم عضو القيادتين القومية والقطرية بشعرة الشارب.

## نهايته
اتهم بمؤامرة ناظم كزار في تموز 1973، ولم يقتنع كثير من البعثيين والعراقيين بضلوعه بها لكن حكم عليه بالإعدام الذي أوقف وأستبدل بالسجن المؤبد لتدخل شخصيات وأحزاب عراقية وعربية وأجنبية منها الحزب الشيوعي العراقي والاحتجاجات التي قادها كمال جنبلاط وتدخل قيادات فلسطينية منهم رئيس منظمة التحرير الفلسطينية ياسر عرفات وزعماء أحزاب في البلاد العربية.
قضى عبد الخالق ست سنوات في سجن انفرادي في غرفة في مبنى عمارة الحياة التابعة للمخابرات العامة بالقرب من القصر الجمهوري.
في تموز 1979، وبعد تولي صدام حسين السلطة حدث ما يسمى بمؤامرة محمد عايش ليتم مرة أخرى زج أسم عبد الخالق السامرائي في هذه المؤامرة، مع العلم انه كان في سجن إنفرادي فأعدم رمياً بالرصاص في يوم 8 آب 1979.